# .tw

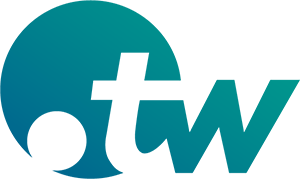

.tw는 대만의 국가 코드 최상위 도메인이다. 이 도메인 이름은 ISO 3166-1 alpha-2 국가 코드 TW에 기반을 둔다. 등록은 NCC(National Communication Commission)가 지명한 대만의 비영리 단체인 TWNIC가 관리하고 있다. 2001년 3월 1일 이후로 TWNIC는 자체적으로 새로운 도메인 이름을 직접 등록 허용하는 것을 중단하였고 대신 새로운 등록을 계약된 리셀러 등록 기관에 맡기고 있다.

## 같이 보기
- .cn
- .jp
- .kr